# August Ramsay
Pour les articles homonymes, voir Ramsay.
August Ramsay, (né le 15 mars 1859 à Taalintehdas et mort le 23 juillet 1943 à Taalintehdas ), est un mathématicien, homme politique et banquier finlandais. Du 17 avril 1919 au 15 août 1919, il est ministre des Finances dans le gouvernement Kaarlo Castrén,.